# Calomel
Cet article concerne le minéral. Pour le composé chimique, voir chlorure de mercure(I).
Le calomel est un minéral plutôt rare, la forme naturelle du chlorure de mercure(I), de formule Hg2Cl2. Incolore à brun, en passant par le blanc, le gris, jaune et l'ambré, il a été décrit pour la première fois en 1612 par Turquet de Mayerne en Allemagne, mais est connu au moins depuis l'Antiquité. On le trouve généralement en association avec le cinabre.

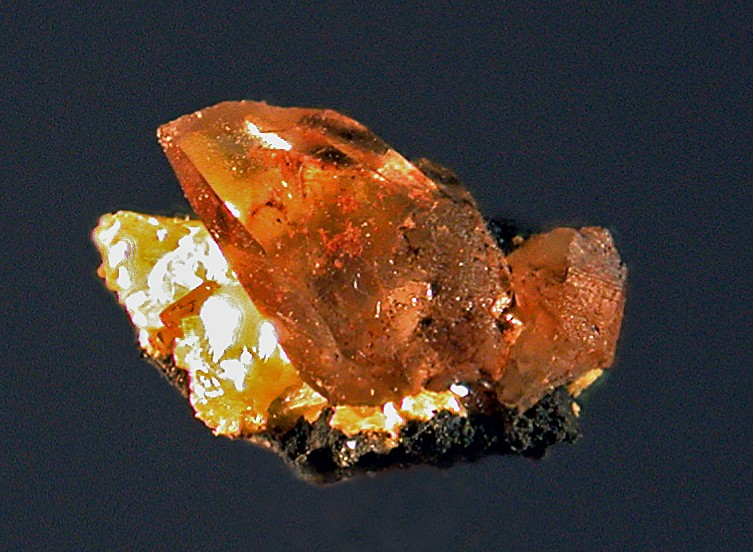
Cristaux de calomel (ambre) et de terlinguaïte (jaune clair) sur une matrice de chapeau de fer, de 3 mm de large

Son nom vient du grec καλός (kalos) signifiant « beau », et μέλας  (melas) signifiant « noir ». Cette étymologie s'explique probablement par une référence à sa réaction caractéristique de dismutation avec l'ammoniac, qui, du fait de la formation de mercure sous forme métallique, donne une coloration noire :
Hg2Cl2 + 2NH3 → Hg + Hg(NH2)Cl + NH4+ + Cl−
Le calomel est un minerai secondaire, qui se forme en tant que produit d'altération des filons de mercure. On peut le trouver avec le mercure natif, les amalgames, le cinabre, la tétraédrite de mercure, l'eglestonite, la terlinguaïte, la montroydite, la kleinite, la moschelite, la kadyrelite, la kuzminite, la chursinite, la kelyanite, la calcite, la limonite et différents minéraux argileux.
Sa localité type se trouve à Moschellandsburg dans la Rhénanie-Palatinat en Allemagne.
Le terme « calomel » est encore couramment utilisé en chimie pour désigner le chlorure de mercure(I).

## Histoire
La substance nommée plus tard calomel est d'abord décrite en Perse antique par le médecin Rhazès vers l'année 850. Seuls quelques composés qu'il mentionne peuvent être réellement identifiés comme du calomel, les alchimistes ne révélant pas toujours les composants exacts utilisés dans leurs préparations. Le calomel fait son entrée dans la littérature médicale occidentale en 1608, quand Oswald Croll décrit sa préparation dans son Tyroncium Chemicum. Il ne prend le nom de calomel qu'en 1655 sous la plume de Théodore de Mayerne, qui avait préalablement publié sa préparation et sa formule dans Pharmacopoeia Londinensis en 1618.

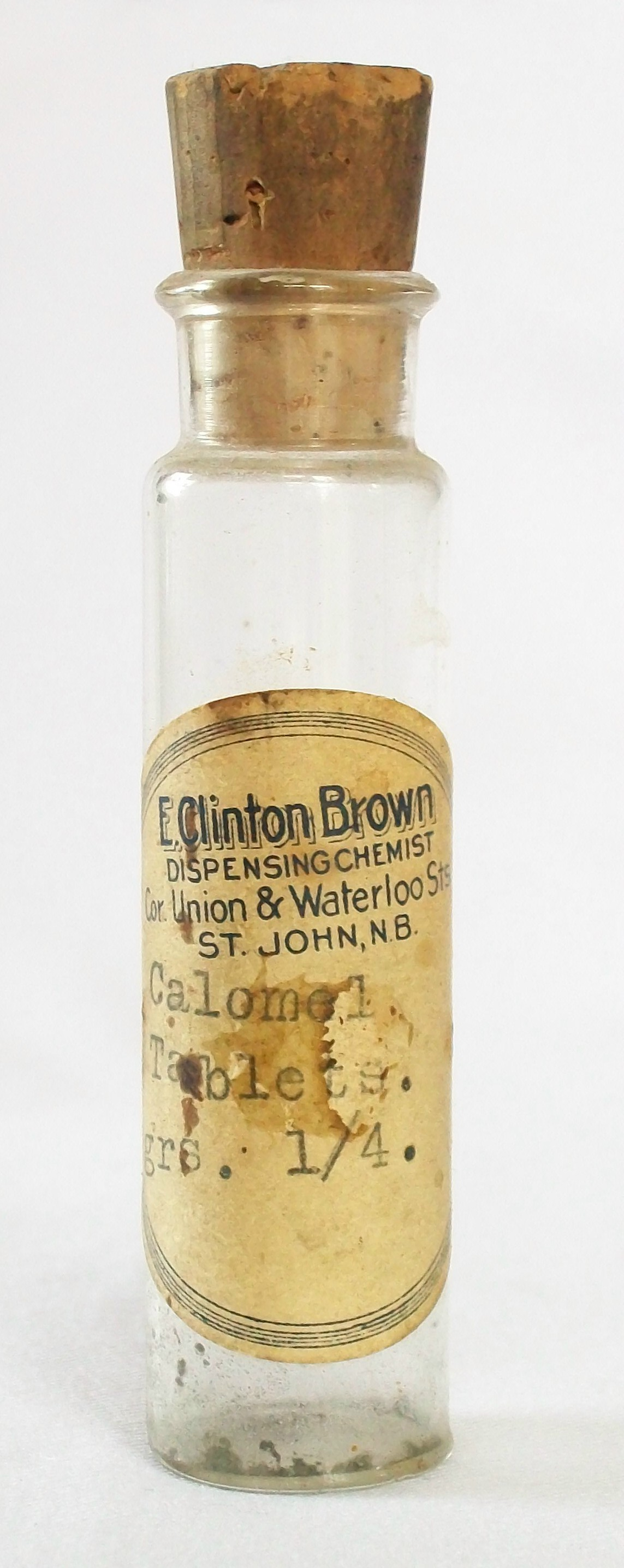
Le calomel fut utilisé comme médicament du XVIe siècle au début du XXe siècle malgré sa toxicité.

Au XIXe siècle, le calomel est considéré comme une panacée, un remède miracle, et utilisé contre presque toutes les maladies de l'époque, dont la syphilis, la bronchite, le choléra, les ongles incarnés, les poussées dentaires, la goutte, la tuberculose et le cancer. Pendant le XVIIIe siècle et le début du XIXe siècle, les médecins et les pharmaciens l'utilisent à petites doses, mais à la fin des années 1840, il devient prescrit à doses « héroïques », suivant les travaux de Benjamin Rush qui définit la dose « héroïque » comme environ 1,3 g pris quatre fois par jour. Ces prescriptions sont soutenues par Samuel Cartwright qui affirme que de fortes doses de médicaments sont meilleures pour le corps.
Avec la popularité grandissante du calomel, plus de recherches sur son mode de fonctionnement sont effectuées. J. Annesley fait partie des premiers à décrire les différents effets du calomel à petites ou à fortes doses. En l'expérimentant sur des chiens, il conclut que le calomel agit comme laxatif sur le corps entier, plutôt que de cibler le système vasculaire ou le foie comme ses prédécesseurs le pensaient. En 1853, Samuel Jackson décrit les effets délétères du calomel sur les enfants dans un article pour Transactions of Physicians of Philadelphia, où il indique que le calomel provoque la gangrène de la peau, la chute des dents et la détérioration des gencives. Le 4 mai 1863, William Alexander Hammond, chirurgien général de l'armée américaine, annonce interdire l'utilisation du calomel dans l'armée, à la suite d'usages abusifs par les soldats et par les médecins. Cette annonce suscite une vive controverse dans le milieu médical et amène Hammond à quitter son poste de chirurgien général. Le calomel continue d'être utilisé jusque dans les années 1890 et même au début du XXe siècle, puis sa popularité décline avec l'avancement des recherches à son sujet, qui finissent par démontrer que le mercure qu'il contient empoisonne les patients. Le calomel est un des composants de la « pilule numéro 9 » utilisée dans l'armée britannique pendant la Première Guerre mondiale.

## Électrochimie
L'électrode au calomel saturée est une électrode standard de référence en électrochimie, utilisée pour mesurer le pH ou le potentiel électrique d'une solution. Dans une mesure électrochimique, il est nécessaire de conserver une électrode à un potentiel constant, qui sert ainsi de référence pour contrôler le potentiel d'une électrode active. Elle n'utilise cependant pas de calomel naturel mais du chlorure de mercure(I) pur ; cependant le nom de « calomel » est resté.

## Propriétés

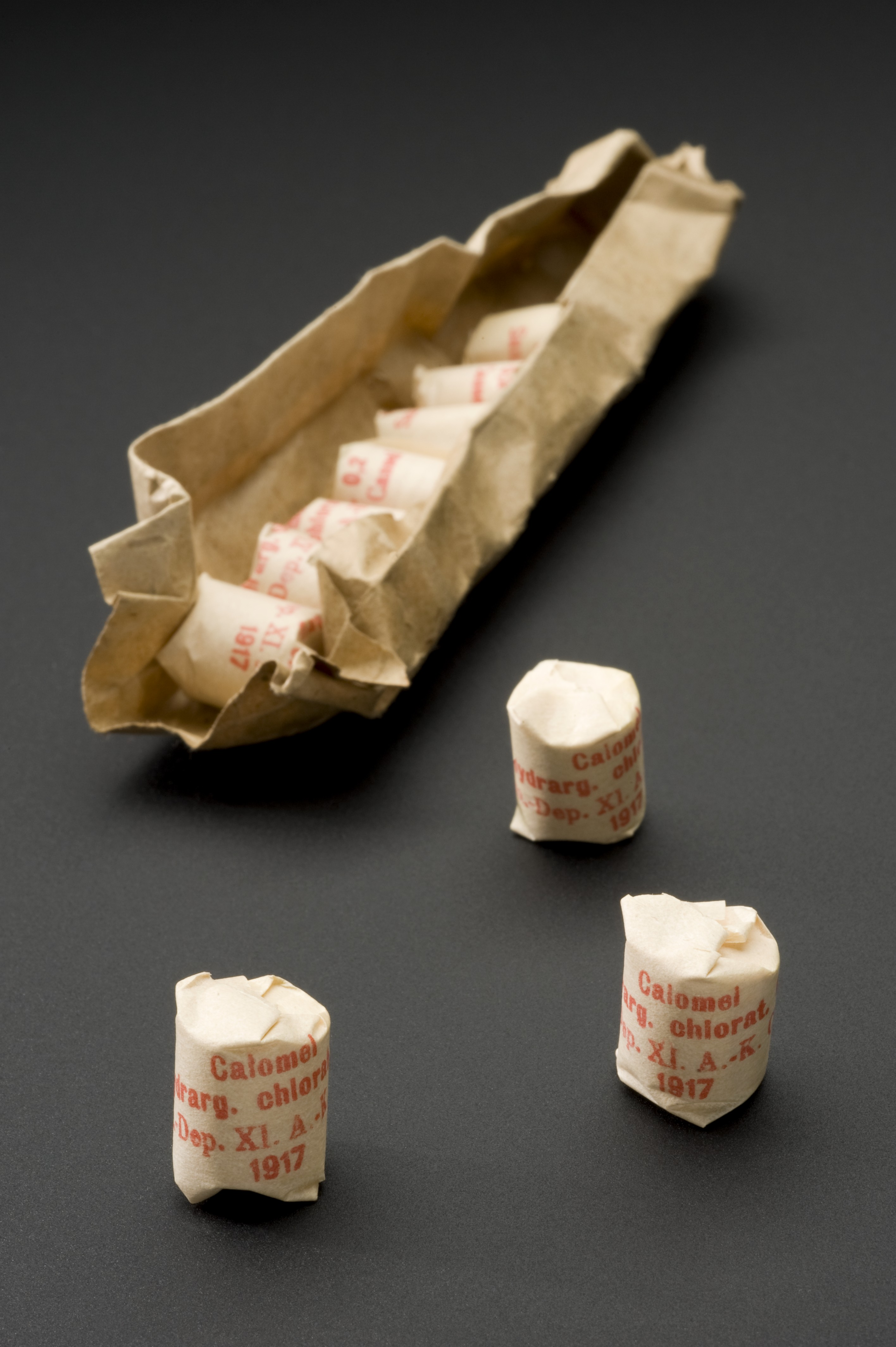
Sachets de calomel.

Le calomel pur se présente sous la forme d'une poudre blanche, ce qui a aussi permis de l'utiliser comme pigment dans l'art d'Amérique du Sud au XVIIe siècle et dans les manuscrits d'Europe médiévale. S'il est exposé à la lumière ou contient des impuretés, il prend une teinte plus sombre. Il est composé d'atomes de mercure et de chlore sous la formule Hg2Cl2.
Selon la manière dont le calomel est administré, il agit différemment sur l'organisme. Pris oralement, il endommage surtout la paroi gastro-intestinale. Comme les autres sels de mercure, le calomel est insoluble dans l'eau, et n'est donc pas facilement absorbé à travers l'intestin grêle. Une partie peut être oxydée pour prendre une forme capable de traverser la paroi intestinale, mais la majorité ne l'est pas. Ce traitement est le moins dangereux, surtout à petites doses, car la majeure partie du calomel ingéré n'est pas assimilée et finit par être évacuée dans l'urine et les selles.
La poudre de calomel inhalée est bien plus toxique car il endommage le cerveau. Après l'inhalation, le calomel entre dans le sang et se lie aux acides aminés comme la méthionine, la cystéine, l'homocystéine et la taurine, à cause de la présence dans ces acides d'un groupe sulfhydryle avec lequel le mercure a une forte affinité. Il est alors capable de passer la barrière hémato-encéphalique et de s'accumuler dans le cerveau. Il peut aussi traverser la barrière du placenta et intoxiquer un foetus dont la mère prend du calomel pendant la grossesse.
Le calomel était préparé selon deux méthodes principales : la sublimation et la précipitation. Aux débuts de la production du calomel, la méthode par sublimation est utilisée. Le calomel obtenu ainsi est une poudre blanche très fine. La sublimation fait l'objet de controverses : selon de nombreux médecins, plus le calomel est sublimé, plus il est pur, mais pour d'autres, les sublimations répétées lui font perdre ses propriétés thérapeutiques. En 1788, le chimiste Carl Wilhelm Scheele met au point le procédé de précipitation du calomel, qui devient rapidement populaire dans l'industrie pharmaceutique, car il est à la fois moins coûteux et plus sûr. La précipitation permet aussi d'obtenir des sels de calomel très purs.

## Médecine

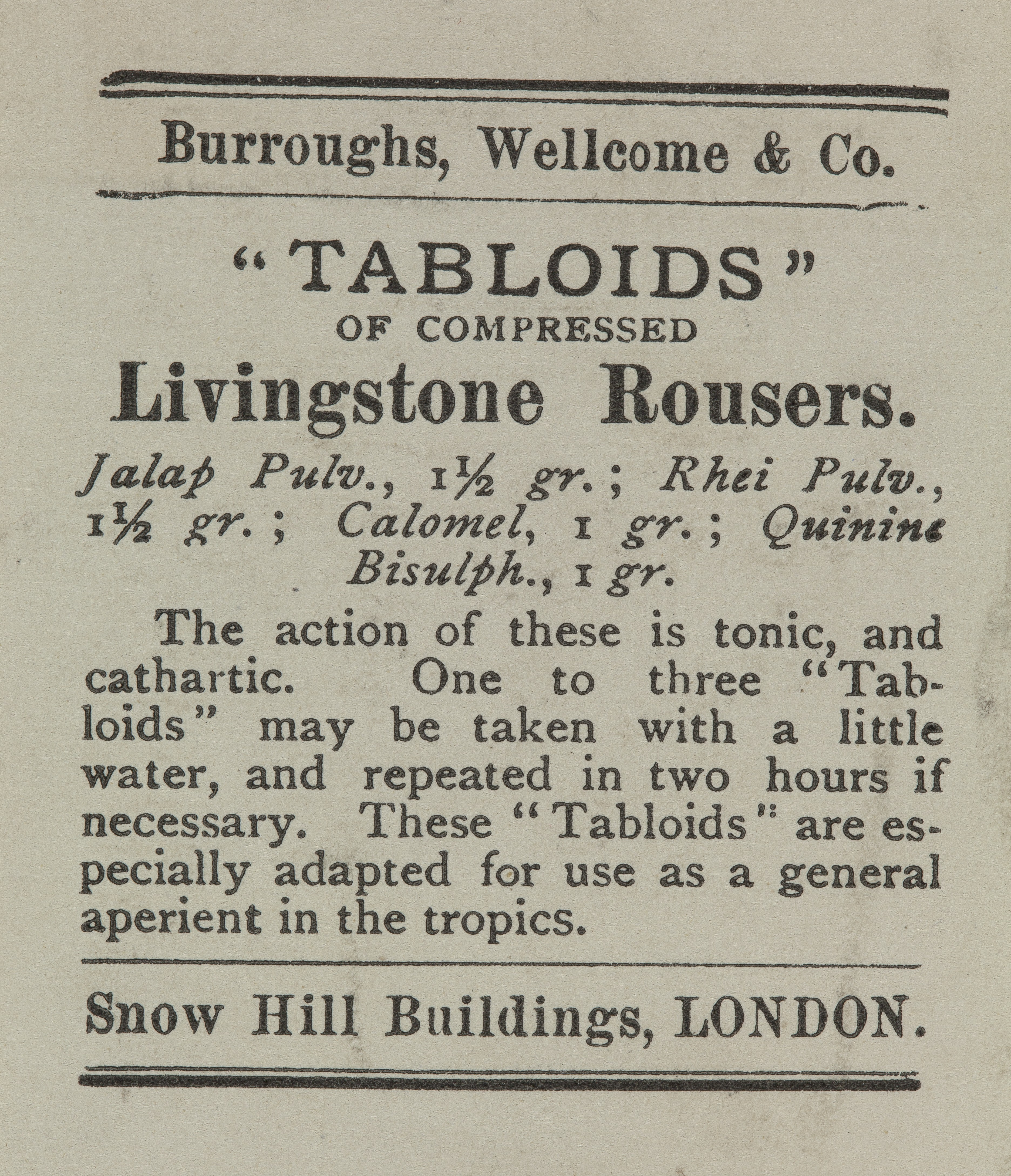
Réclame de 1896 pour un médicament contenant du calomel.

Le calomel fut un temps utilisé comme laxatif relativement courant pendant l'époque victorienne, en particulier durant la conquête de l'Ouest, et a été utilisé comme remède à de nombreuses maladies pendant la guerre de Sécession. Le médicament était disponible dans deux formes principales, les pilules bleues et les « masses bleues ». Les pilules bleues étaient un médicament oral, où le calomel était souvent incorporé dans une substance sucrée comme la réglisse ou le sucre pour faciliter son ingestion. Les « masses bleues » étaient des blocs solides de calomel dont un médecin pouvait détacher une partie pour l'administrer. Aucune forme du médicament n'était fournie avec un dosage standard et il était impossible de savoir quelle quantité réelle de calomel était contenue dans chaque dose.

### Utilisation
Le calomel est considéré comme un purgatif permettant de guérir la congestion ou la constipation. Cependant, les médecins de l'époque ne connaissent pas son mode d'action, et en apprennent davantage sur son fonctionnement par essai et erreur. Des observations indiquent qu'à faible dose, le calomel agit comme stimulant et provoque des mouvements des intestins, mais les doses plus fortes sont sédatives.
Pendant le XIXe siècle, le calomel est utilisé pour de nombreux maux et maladies comme les oreillons, la fièvre typhoïde, et beaucoup de maladies des intestins et de l'estomac, comme la constipation, la dysenterie ou les vomissements. Le mercure ramollit les gencives, si bien que le calomel est aussi utilisé pour calmer les poussées dentaires douloureuses jusqu'au milieu du XXe siècle, mais les enfants recevant du calomel souffrent souvent d'acrodynie à cause de l'empoisonnement au mercure.

### Effets secondaires

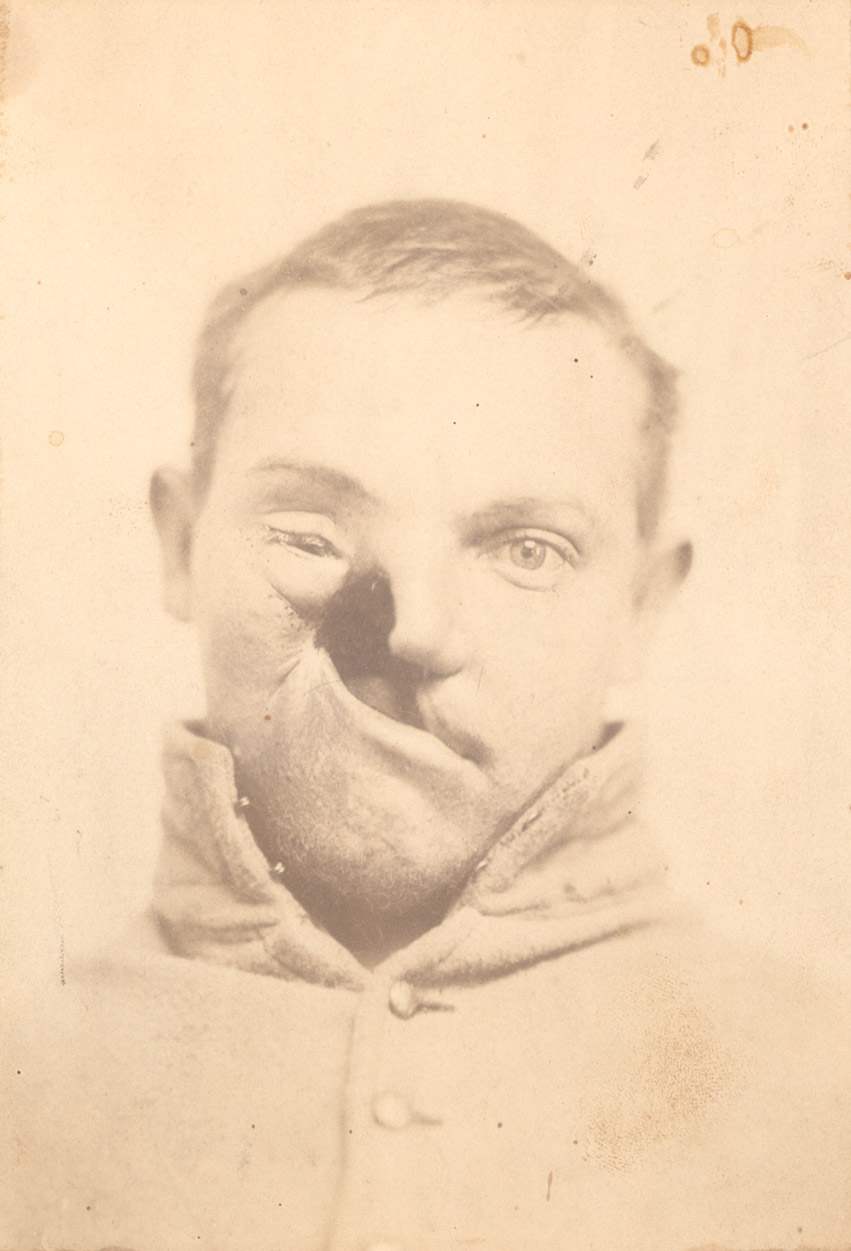
Un patient défiguré par un traitement au calomel administré pour une pneumonie (1862). Le traitement a déclenché un ulcère qui s'est répandu sur la langue, la bouche, la joue et l'œil, avant de détruire sa mâchoire supérieure.

À la fin du XVIIIe siècle, il devient courant de prescrire du calomel à des doses très élevées, selon les travaux de Benjamin Rush qui ont popularisé les doses « héroïques », ce qui multiplie les effets secondaires douloureux et souvent mortels.
Une forte dose de calomel provoque un empoisonnement au mercure qui peut provoquer des difformités permanentes, et même la mort. Le mercure peut provoquer une gangrène de la bouche, qui détruit les tissus des gencives et des joues. Certains patients perdent leurs dents, d'autres sont défigurés.
Le calomel a forte dose peut aussi causer des crampes extrêmement douloureuses, des vomissements et des diarrhées sanglantes, mais à l'époque, ces symptômes sont plutôt considérés comme un signe que le calomel remplit son rôle de purgatif. Le calomel est souvent prescrit contre la dysenterie, mais les diarrhées qu'il provoque s'ajoutent à celles déjà provoquées par la maladie, et accélèrent la déshydratation et ses effets.
L'une de ses victimes fut Alvin Smith, le frère aîné de Joseph Smith, fondateur de l'Église mormone, qui en a pris contre ses douleurs abdominales, appelées à l'époque « colique bilieuse ».
Charles Darwin a aussi pris du calomel contre une maladie intestinale mystérieuse qu'on identifie désormais comme la maladie de Crohn.

### Arrêt de l'utilisation
Au milieu du XIXe siècle, des médecins commencent à remettre en question l'utilité du calomel. En 1863, William Alexander Hammond, chirurgien général de l'armée des États-Unis, interdit son utilisation dans l'armée et le bannit des fournitures médicales militaires, une décision qui provoque la colère de plusieurs médecins. Sa toxicité étant de plus en plus avérée, l'utilisation du calomel diminue graduellement à la fin du XIXe siècle et au début du XXe siècle, mais son utilisation persiste encore un peu au sud et à l'ouest des États-Unis.